# عقه (روستا)
 عقه  به عربی ( عَقَة  )، روستایی است در دهستان 

## جمعیت
جمعیت آن (۴۵) نفر (۴ خانوار) می‌باشد.